# Saint-Cierges
Pour les articles homonymes, voir Saint-Cierge.
Saint-Cierges est une localité et une ancienne commune suisse du canton de Vaud. Citée dès 1145, elle fait partie du district de Moudon entre 1798 et 2007, puis du district du Gros-de-Vaud depuis 2008. Elle fait partie de la commune de Montanaire depuis le 1er janvier 2013. La localité se situe entre la vallée de la Broye et la Mentue.

## Géographie
La surface totale de la commune de Saint-Cierges représentait 645 hectares qui se décomposaient en : 31 ha de surfaces d'habitat et d'infrastructure, 394 ha de surfaces agricoles, 218 ha de surfaces boisées et enfin 2 ha de surfaces improductives (lacs et cours d'eau par exemple). Dans le détail en 2005, les aires industrielles et artisanales représentent moins de 1 % du territoire communal, les maisons et bâtiments 3,10 %, les routes et infrastructures de transport 1,24 %, les zones agricoles 44,81 % et les zones arboricoles et viticoles 1 %[réf. nécessaire].
Jusqu'à sa dissolution, la commune faisait partie du district de Moudon. Depuis le 1er janvier 2008, elle fait partie du nouveau district du Gros-de-Vaud. Elle avait des frontières communes avec Ogens, Thierrens, Neyruz-sur-Moudon, Moudon, Chapelle-sur-Moudon, Boulens et Bercher.
Le territoire communal s'étend entre la vallée de la Broye et la Mentue dont la vallée forme la frontière occidentale de la commune avec le ruisseau de l'Oulaire. À partir de là, le terrain monte en direction de l'est sur la pente de Saint-Cierges et sur le plateau au nord du village du Carro, puis se poursuit sur une bande relativement étroite à travers les hauteurs boisées de Vusery, des Bourlayes, de Savary et du Jordil. C'est dans cette forêt que se trouvait le point culminant de la commune avec 861 mètres d'altitude. La frontière ouest de la commune était marquée par le cours supérieur de la Cerjaule, affluent de la Broye.
Outre le village de Saint-Cierges, la commune comptait également les hameaux de Corrençon, de La Solitude et du Pré de Place, tous trois situé sur le versant oriental de la Cerjaule, en dessous du Bois Savary. Plusieurs exploitations agricoles sont également dispersées sur l'ensemble du territoire.

## Toponymie
Le village hérite son nom de son église, consacrée à Saint Cyriaque (Cyriacus en latin). Il existe plusieurs saints nommés Cyriacus, et aucun consensus n'est arrêté quant au saint précis auquel le nom fait référence,.
Le village est mentionné pour la première fois en 1145, sous le nom de Sancto Sergio,.
Son nom en patois vaudois est Sin-Sèrdzou ou Sant Cierdzo, prononcé [ʃɛ̃ ʃɛrdzu], [sɛ̃ sɛrdzu] ou [sɛ̃ ʃɛrzɔ].

## Histoire

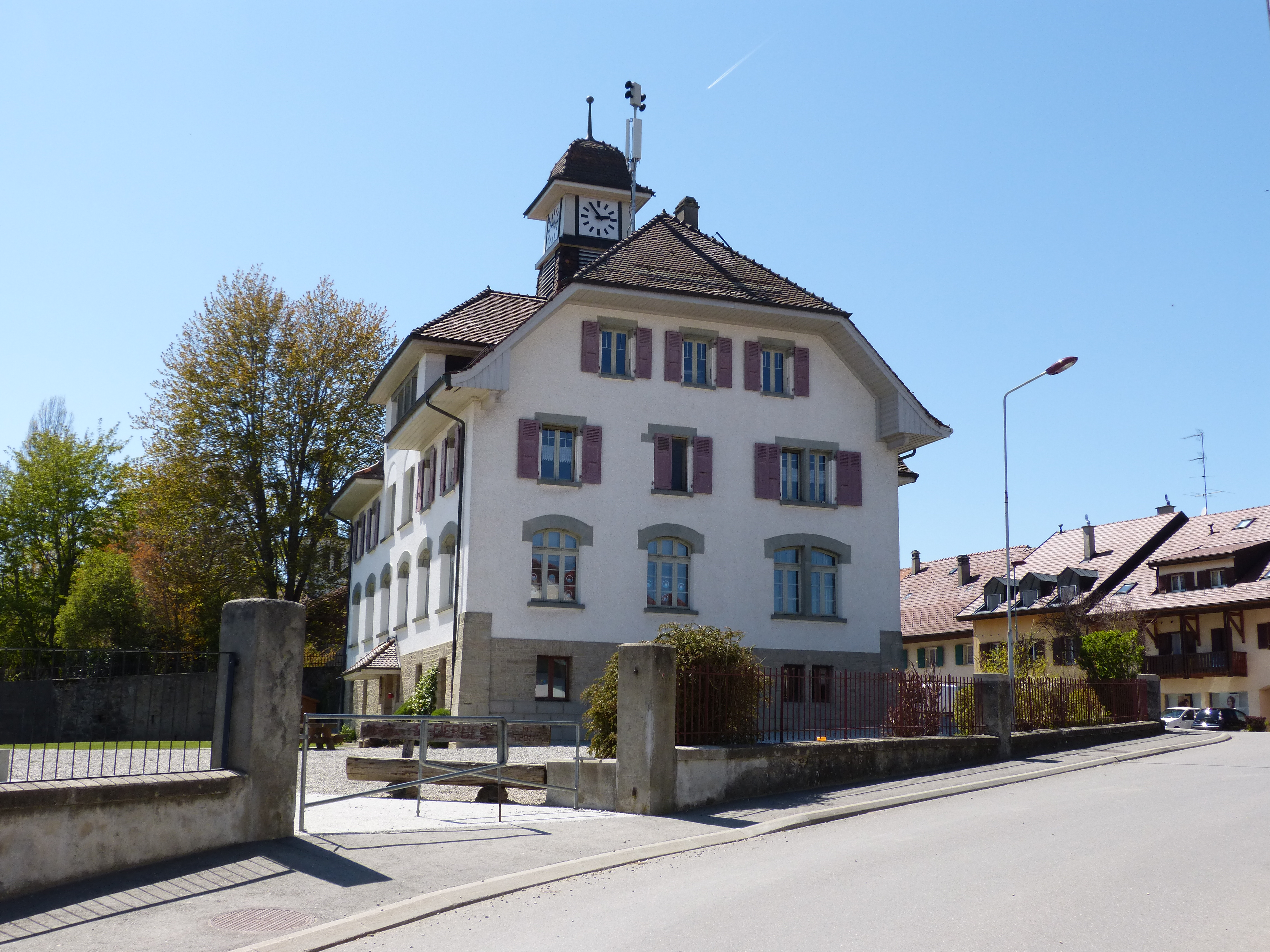
L'école primaire.

On trouve à Saint-Cierges des abris préhistoriques, un mégalithe et les vestiges d'un sanctuaire romain.  Au Moyen Âge, c'est un fief de la seigneurie de Bercher. Le village est le siège d'une châtellenie du bailliage d'Yverdon à l'époque bernoise, de 1536 à 1798. Il fait partie du district de Moudon après la révolution vaudoise, de 1798 à 2007, puis du district du Gros-de-Vaud. 
L'église Saint-Cyriaque est cédée en 1150 au prieuré de Saint-Maire à Lausanne par l'évêque Amédée, puis agrandie en 1698. Elle est remplacée par l'église actuelle en 1877.
L'ancienne commune de Saint-Cierges comprenait les hameaux de Corrençon, la Solitude et Pré-de-Place.

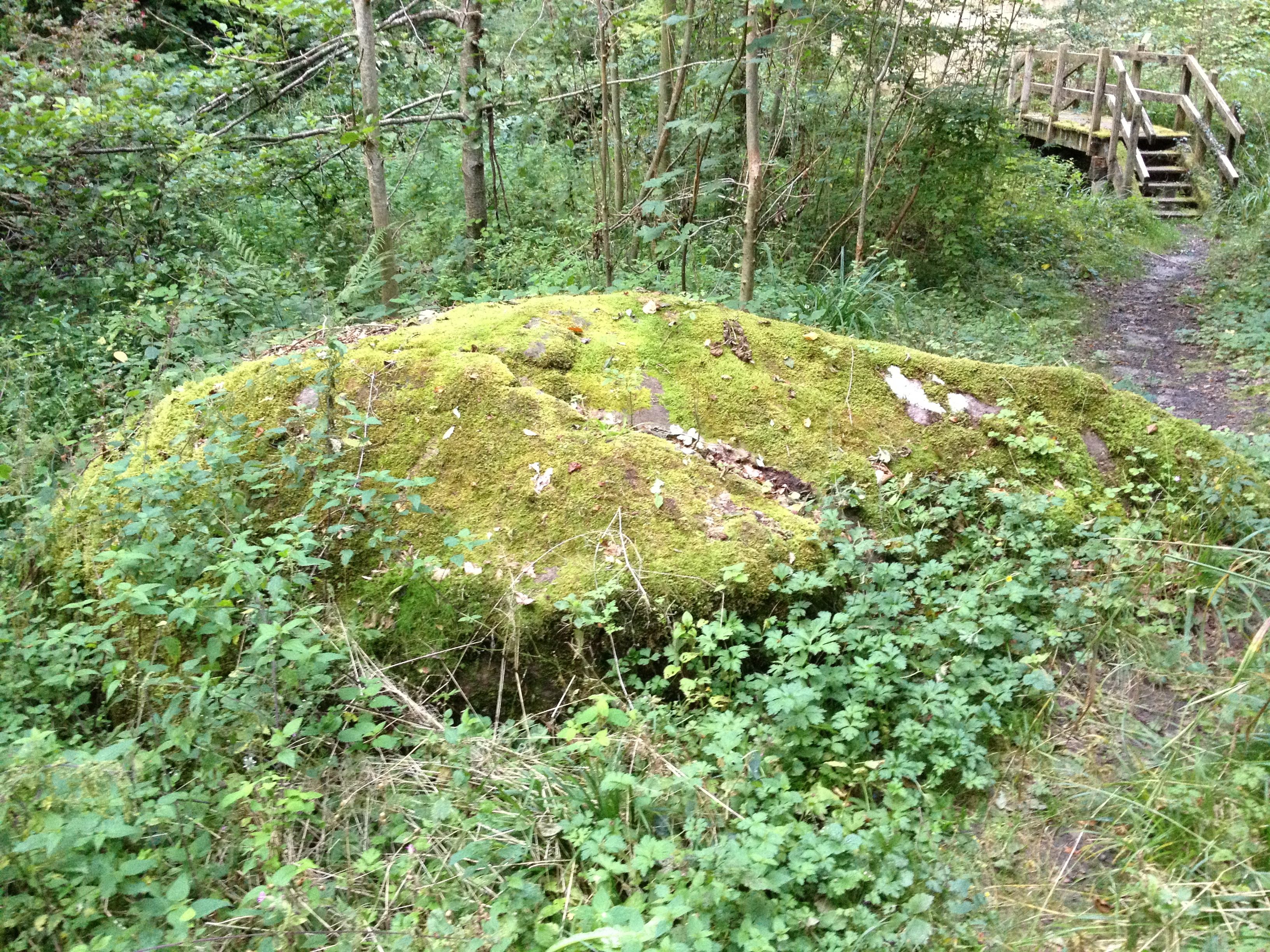
Mégalithe à St-Cierges, près du lieu-dit « La Mélulaz ».

La commune fusionne, le 1er janvier 2013, avec celles de Chaneaz, Chapelle-sur-Moudon, Correvon, Denezy, Martherenges, Neyruz-sur-Moudon, Peyres-Possens et Thierrens pour former la nouvelle commune de Montanaire.

## Population et société

### Gentilé et sobriquets
Les habitants de la localité se nomment les Saint-Ciergeois, lè Sin-Sèrdzou en patois vaudois.  
Ils sont surnommés les Bourla-pyâo (les Brûle-poux), les Rondze-Tyerdou (les Ronge-Tertres, en raison de leur supposée avarice qui les conduisait à fener les plus petits talus), ou les Rondze-Borna (les Ronge-Bornes),. 
Les habitants de la localité de Corrençon sont surnommés les Hérissons.
Les habitants de La Solitude sont surnommés Lè Tsètsoillons (les Balbutieurs), tandis que ceux de Pré-de-Place sont surnommés les Pétasses.

### Démographie
Saint-Cierges possède 490 habitants en 2010. Sa densité de population atteint 76 hab./km².
En 2000, la population de Saint-Cierges est composée de 210 hommes (51,1 %) et 201 femmes (48,9 %). Il y a 380 personnes suisses (91,6 %) et 35 personnes étrangères (8,4 %). La langue la plus parlée est le français, avec 385 personnes (92,8 %). La deuxième langue est l'allemand (14 ou 3,4 %). Sur le plan religieux, la communauté protestante est la plus importante avec 268 personnes (64,6 %), suivie des catholiques (61 ou 14,7 %). 49 personnes (11,8 %) n'ont aucune appartenance religieuse.
La population de Saint-Cierges est de 526 personnes en 1850, et elle reste stable jusqu'en 1910. Le nombre d'habitants baisse ensuite jusqu'à 312 en 1970, puis remonte à 467 en 2010. Le graphique suivant résume l'évolution de la population de Saint-Cierges entre 1850 et 2010 :

## Transports
Au niveau des transports en commun, Saint-Cierges fait partie de la communauté tarifaire vaudoise Mobilis. Le bus de CarPostal reliant le parcours Échallens à Thierrens et celui reliant Thierrens à Épalinges s'arrêtent dans la commune. Elle est également desservie par les bus sur appel Publicar, qui sont aussi un service de CarPostal.

## Politique
Lors des élections fédérales suisses de 2011, la commune a voté à 50,18 % pour l'Union démocratique du centre. Les deux partis suivants furent le Parti socialiste suisse avec 17,08 % des suffrages et les Verts avec 14,79 %.
Lors des élections cantonales au Grand Conseil de mars 2011, les habitants de la commune ont voté pour l'Union démocratique du centre à 33,31 %, l'Alliance du centre à 19,03 %, le Parti libéral-radical à 18,79 %, le Parti socialiste à 17,97 % et les Verts à 10,91 %.
Sur le plan communal, Saint-Cierges était dirigé par une municipalité formée de 5 membres et dirigée par un syndic pour l'exécutif et un Conseil général dirigé par un président et secondé par un secrétaire pour le législatif.

## Économie

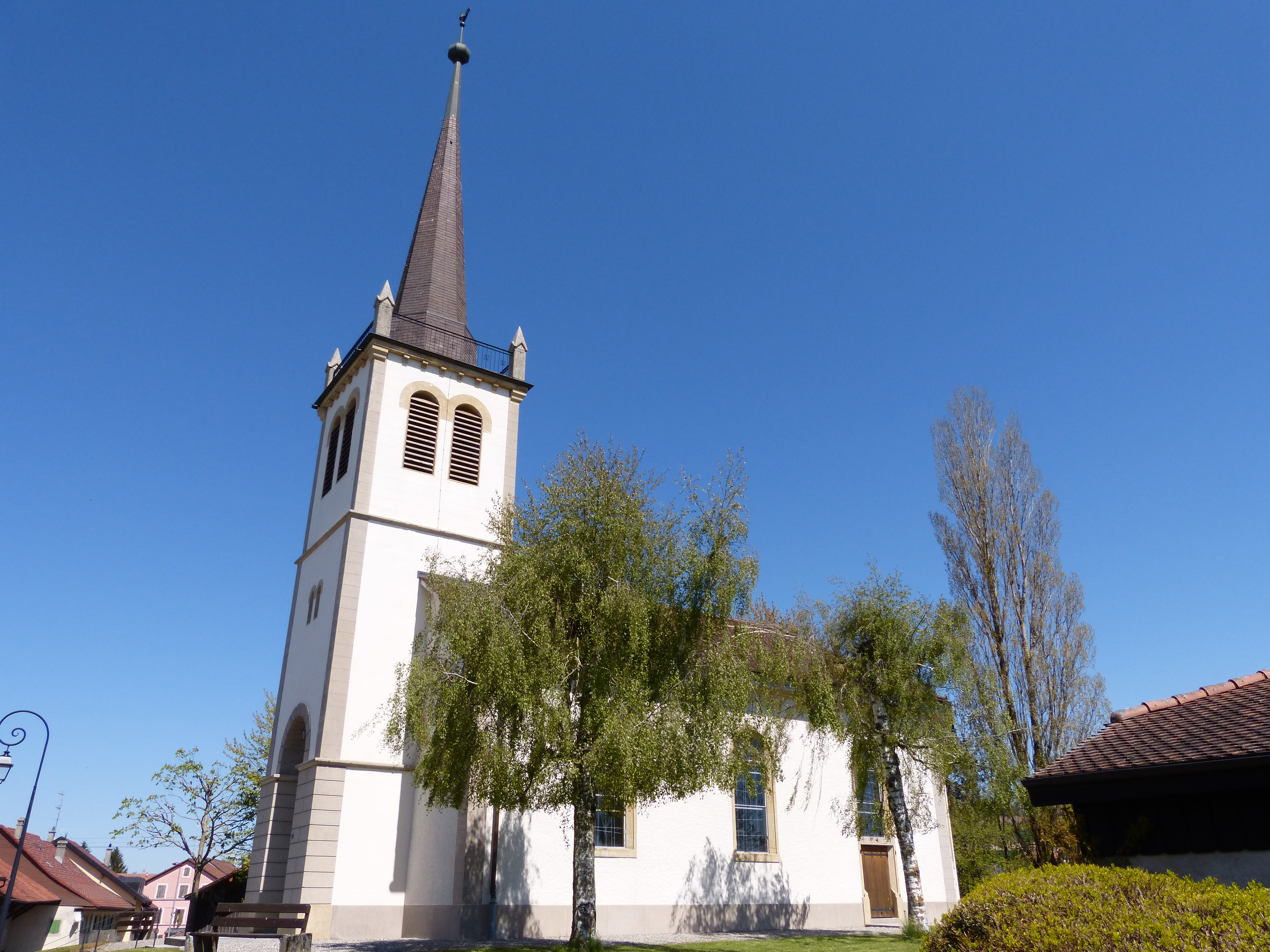
Temple de Saint-Cierges.

Jusqu'à la seconde moitié du XXe siècle, l'économie locale était largement dominée par l'agriculture, l'arboriculture fruitière, l'élevage et la sylviculture qui représentent encore aujourd'hui une part importante de l'emploi. Depuis quelques décennies, la création de villas individuelles a transformé la commune en zone résidentielle pour des personnes travaillant dans les villes voisines. Cette transformation s'est accompagnée de la création de petites entreprises locales, dont deux garages et une entreprise de transport. La commune compte également une épicierie, une laiterie-fromagerie ainsi qu'un café-restaurant et une auberge.

## Vie locale
La localité compte plusieurs clubs et associations locales, parmi lesquelles des clubs de gymnastique, de badminton, de football, une fanfare, deux chœurs mixtes, une jeunesse et un groupe scout

## Héraldique
| Armes de Saint-Cierges | Les armes de la commune de Saint-Cierges se blasonnaient ainsi : De gueules au buste de saint Cyriaque vêtu d'argent, la tête de carnation auréolée, la main dextre tenant un rameau de sinople et la senestre caressant un reptile fabuleux du même. |

## Sources
- (de) Cet article est partiellement ou en totalité issu de l’article de Wikipédia en allemand intitulé « Saint-Cierges » (voir la liste des auteurs).